# Ogoas albipuncta
Ogoas albipuncta là một loài bướm đêm trong họ Erebidae.